# Evening Shade (serie televisiva)
Evening Shade  è una serie televisiva statunitense in 98 episodi trasmessi per la prima volta nel corso di 4 stagioni dal 1990 al 1994.

## Trama
Wood Newton è un ex giocatore professionista di football (ha giocato per i  Pittsburgh Steelers) che torna nella rurale cittadina di Evening Shade, nell'Arkansas, per allenare la squadra di football della scuola locale, i Mules, che ha una lunga striscia di sconfitte.
Gli episodi si concludono sempre con la voce di chiusura di Ossie Davis che riassume gli eventi della puntata e che chiude con "...in un luogo chiamato Evening Shade". 

## Personaggi
- Wood Newton (stagioni 1-4), interpretato da	Burt Reynolds.
- Ava Evans Newton (stagioni 1-4), interpretata da	Marilu Henner
È la moglie di Wood e aspirante  pubblico ministero.
- dottor Harlan Elldridge (stagioni 1-4), interpretato da	Charles Durning.
- Herman Stiles (stagioni 1-4), interpretato da	Michael Jeter (vinse un premio Emmy per questo ruolo).
È l'insegnante di matematica a scuola e assistente del coach Newton.
- Taylor Newton (stagioni 1-4), interpretato da	Jay R. Ferguson
È il figlio primogenito di Wood.
- Will Newton (stagioni 1-4), interpretato da	Jacob Parker
È il terzo figlio di Wood, il più piccolo.
- Merleen Elldridge (stagioni 1-4), interpretato da	Ann Wedgeworth
È la moglie di Harlan Ellridge.
- Ponder Blue (stagioni 1-4), interpretato da	Ossie Davis
È il proprietario di un ristorante, il Barbecue Villa.
- Freida Evans (stagioni 1-4), interpretata da	Elizabeth Ashley
È una spogliarellista, fidanzata di Evan.
- Evan Evans (stagioni 1-4), interpretato da	Hal Holbrook
È il padre di Ava ed editore del quotidiano Evening Shade Argus.
- Nub Oliver (stagioni 1-4), interpretato da	Charlie Dell.
- Virgil (stagioni 1-4), interpretato da	Burton Gilliam.
- Molly Newton (stagione 1), interpretata da	Melissa Reneé Martin

È la seconda figlia di Wood.
- Fontana Beausoleil (stagioni 1-4), interpretata da	Linda Gehringer.
- Andrew Phillpot (stagioni 1-3), interpretato da	David A.R. White.
- Margaret Fouch (stagioni 1-3), interpretata da	Ann Hearn.
- Dorothy (stagioni 1-4), interpretata da	Jane Abbott.
- Molly Newton (stagioni 2-4), interpretata da	Candace Hutson.
- Bill (stagione 2), interpretato da	Mark Fauser.
- Irna (stagioni 3-4), interpretata da	Alice Ghostley.
- Doug Delaney (stagioni 3-4), interpretato da	Nick Toth.
- Wanda (stagione 4), interpretata da	Wanda Jones.
- Emily Newton (stagione 4), interpretata da	Alexa Vega.

## Produzione
La serie, ideata da Linda Bloodworth-Thomason, fu prodotta da Burt Reynolds Productions, MTM Enterprises e Mozark Productions e girata negli studios della CBS a Los Angeles in California. Le musiche furono composte da Bobby Goldsboro. La società di produzione Mozark Productions era una joint venture dell'ideatrice della serie Linda Bloodworth-Thomason e del marito, nativo dell'Arkansas, Harry Thomason, che contemporaneamente produsse un'altra serie di successo, Quattro donne in carriera. 

### Registi
Tra i registi della serie sono accreditati:
- Burt Reynolds (35 episodi, 1990-1994)
- Harry Thomason (16 episodi, 1990-1994)
- James Hampton (16 episodi, 1992-1994)
- David Steinberg (8 episodi, 1990-1991)
- Robby Benson (8 episodi, 1993-1994)
- Charles Nelson Reilly (4 episodi, 1991-1992)
- Charles Frank (4 episodi, 1992-1994)

## Distribuzione
La serie fu trasmessa negli Stati Uniti dal 1990 al 1994 sulla rete televisiva CBS. In Italia è stata trasmessa con il titolo Evening Shade.
Alcune delle uscite internazionali sono state:
- negli Stati Uniti il 21 settembre 1990 (Evening Shade)
- in Germania (Daddy schafft uns alle)
- in Portogallo (Jogar em Casa)
- in Ungheria (Kisvárosi mesék)
- in Spagna (La familia Newton)
- in Polonia (Miasteczko Evening Shade)

## Episodi
| Stagione         | Episodi | Prima TV USA | Prima TV Italia |
| ---------------- | ------- | ------------ | --------------- |
| Prima stagione   | 24      | 1990-1991    |                 |
| Seconda stagione | 24      | 1991-1992    |                 |
| Terza stagione   | 24      | 1992-1993    |                 |
| Quarta stagione  | 26      | 1993-1994    |                 |